# Enneapterygius niger
Enneapterygius niger är en fiskart som beskrevs av Fricke, 1994. Enneapterygius niger ingår i släktet Enneapterygius och familjen Tripterygiidae. Inga underarter finns listade i Catalogue of Life.